# Muzio Clementi
Muzio Clementi (Rome, 23 januari 1752 – Evesham (Worcestershire), 10 maart 1832) was een Italiaans pianist, muziekpedagoog, componist, dirigent, pianohandelaar en muziekuitgever. Hij was een van de eerste pianovirtuozen en heeft een belangrijk aandeel gehad in de verbetering van de piano als instrument en heeft belangrijke pianisten onder zijn leerlingen gekend, waaronder Field, Cramer, Moscheles, Kalkbrenner, Klengen, Meyerbeer en Hummel. Zijn composities hebben onder meer Mozart en Beethoven in hun werk geïnspireerd. Hij werd geboren in Rome maar verbleef vanaf 1766 in Londen. Vanuit deze thuishaven heeft hij grote concertreizen ondernomen naar alle muziekcentra van Europa. Hij is vooral bekend door zijn Sonatines en zijn didactisch werk Gradus ad Parnassum.

## Levensloop
Clementi was de zoon van een welvarende goudsmid. Als kind kreeg hij uitgebreid muziekonderricht (orgel, piano, maar ook zang en contrapunt). Reeds op 9-jarige leeftijd werd hij organist in een van Romes kerken. In 1766 vertrok hij op 14-jarige leeftijd naar Londen omdat hij er dankzij een mecenas opgeleid kon worden tot pianist en componist. Hij zou de rest van zijn leven in Engeland wonen.
Hij was de stuwende kracht in verschillende muziekuitgeverijen, onder andere die van Collard & Collard, en nam de pianofabriek van Longman & Broderip over na een faillissement en bracht die vervolgens tot bloei.
Vanaf 1802 reisde hij gedurende jaren door Europa, samen met John Field, een van zijn leerlingen, die in ruil voor de lessen van Clementi als verkoper in diens pianowinkel had gewerkt. Vanaf ongeveer 1810 reisde Clementi minder vaak en legde zich toe op zijn zaken en zijn werk als muziekpedagoog.
Hij werd tweemaal weduwnaar en trouwde driemaal. Clementi stierf op 10 maart 1832 op zijn landgoed te Evesham (Worcestershire). Hij ligt begraven in de kloostergang van Westminster Abbey in Londen.

## Muziek
Hij was de eerste componist die specifiek voor de piano schreef, in plaats van voor het klavecimbel. Hij is vooral bekend door zijn collectie etudes voor piano: Gradus ad Parnassum waar Debussy's compositie Doctor Gradus ad Parnassum speels naar verwijst. Het is een van de klassieke standaardwerken voor de pianoleerling. Bij het grote publiek is hij vooral bekend door zijn zes sonatines opus 36, die door vrijwel iedere pianoleerling na niet al te lange tijd gespeeld kunnen worden. De muziek van Clementi heeft daarom ook wel de naam erg eenvoudig te zijn. Dit is voor een belangrijk deel ten onrechte. Clementi heeft ruim 100 pianosonates geschreven, en hoewel een aantal inderdaad eenvoudig te spelen is, zijn met name zijn latere sonates verre van eenvoudig. Frederik de Grote was een liefhebber van zijn muziek.
Clementi heeft zowel zijn tijdgenoten Haydn (1732 - 1809), Mozart (1756 - 1791) als Beethoven (1770 - 1827) persoonlijk gekend, en hen drieën overleefd. Mozart deed in zijn brieven nogal laatdunkend over Clementi. Niettemin heeft Mozart een thema uit een populaire pianosonate van Clementi in zijn opera Die Zauberflöte gebruikt en nam bepaalde stijlelementen over van hem. Beethoven daarentegen was een groot bewonderaar van Clementi. Dat Beethoven en Clementi wederzijds muzikale invloed op elkaar uitgeoefend hebben blijkt bijvoorbeeld uit de latere pianosonates van Clementi.
Clementi stond in zijn tijd bekend als een pianovirtuoos. In 1782 heeft hij aan het hof van keizer Jozef II in Wenen een 'pianowedstrijd' gehouden met Mozart, waarvan de uitslag onbeslist schijnt te zijn gebleven.
Clementi is een vertegenwoordiger van de (vroeg)romantiek. De muziek van Clementi heeft in de 20e eeuw extra aandacht gekregen doordat de pianist Vladimir Horowitz interesse in diens werk heeft getoond.

## Composities

### Werken voor orkest

#### Symfonieën
- Symfonie, op. 18 Nr. 1 in Bes-groot
- Symfonie, op. 18 Nr. 2 in D-groot
- Symfonie Nr. 1 in C-groot
  1. Larghetto - Allegro
  2. Andante con moto
  3. Minuetto. Allegretto
  4. Finale. Allegro vivace
- Symfonie Nr. 2 in D-groot
  1. Adagio - Allegro
  2. Larghetto cantabile
  3. Minuetto. Allegretto
  4. Finale. Presto
- Symfonie Nr. 3 "De grote Nationale" in G-groot
  1. Andante sostenuto - Allegro con brio
  2. Andante un poco mosso
  3. Minuetto. Allegretto
  4. Finale. Vivace
- Symfonie Nr. 4 in D-groot
  1. Andante sostenuto - Allegro vivace
  2. Andante cantabile
  3. Minuetto. Allegro moderato
  4. Finale. Allegro vivace

#### Andere orkestwerken
- 1796 Concert in C-groot, voor piano en orkest
  1. Allegretto con spirito
  2. Adagio cantabile con grande espressione
  3. Presto
- Ouvertüre in C-groot (Fragment van een Symfonie)
- Ouvertüre in D-groot
- Minuetto pastorale

### Kamermuziek
- Sonate, voor dwarsfluit en claviorganum, op. 2 Nr. 3
- Sonate, voor dwarsfluit en claviorganum, op. 31
- Sonate, voor dwarsfluit, op. 2 Nr. 5
- Sonates, voor dwarsfluit, op. 3 Nr. 1 en 3
- Sonates, voor dwarsfluit, op. 4 Nr. 1 en 4
- Sonate, voor dwarsfluit, op. 13 Nr. 1
- Sonates, voor piano (of klavecimbel), dwarsfluit en cello, op. 21 Nr. 1 - 3
- Sonates, voor piano (of klavecimbel), dwarsfluit en cello, op. 22 Nr. 1 - 3
- Sonates, voor piano (of klavecimbel), viool en cello, op. 28 Nr. 1 - 3
- Sonates, voor piano, dwarsfluit (of: viool) en cello, op. 29 Nr. 1 - 3
- Sonates, voor piano, viool en cello, op. 30 Nr. 1 - 3
- Sonates, voor piano, dwarsfluit en cello, op. 32 Nr. 1 - 3

### Werken voor piano
- Canon ad Diapason, WoO 11
- Canone per Cherubini, WoO 29
- Capriccio, op. 17
- Capriccio Nr. 4 "in forma di sonata" in e-klein, op. 47 Nr. 1
- Capriccio Nr. 5 "in forma di sonata" in C-groot, op. 47 Nr. 2
- Duet, voor twee piano's, op. 1 Nr. 6
- Duetten, voor twee piano's, op. 14 Nr. 1-2
- Duet, voor twee piano's, op. 21 Nr. 1
- Duet, voor twee piano's, op. 22 Nr. 3
- Duettinos, voor twee piano's, WoO 24 - 28
- Fantasie met Variaties over "Au clair de la lune", op. 48
- Finale, WoO 23
- Gradus ad Parnassum - 100 etudes, op. 44
- Monferrine's, WoO 15-20
- Musical Characteristics, op. 19
- Pianotrio's, op. 21, Nr. 1 - 3
- Pianotrio's, op. 22, Nr. 1 - 3
- Sonates, op. 1 Nr. 1 - 4
- Sonate, voor twee piano's, op. 1a
- Sonates, op. 2 Nr. 4 en 6
- Sonates, voor piano vierhandig, op. 3 Nr. 1 - 3
- Sonate, voor piano vierhandig, op. 6 Nr. 1
- Sonates, op. 7 Nr. 1 - 3
- Sonates, op. 8 Nr. 1 - 3
- Sonates, op. 9 Nr. 1 - 3
- Sonates, op. 10 Nr. 1 - 3
- Sonate, op. 11 Nr. 1

- Sonates, voor twee piano's, op. 12 Nr. 1 - 5
- Sonates, op. 13 Nr. 4 - 6
- Sonate, voor piano vierhandig, op. 14 Nr. 3
- Sonate, op. 16
- Sonate, op. 20
- Sonates, op. 23 Nr. 1 - 3
- Sonates, op. 24 Nr. 1 - 2
- Sonates, op. 25 Nr. 1 - 6
- Sonates, op. 26 Nr. 1 - 6
- Sonates, op. 33 Nr. 1 - 3
- Sonates, op. 34 Nr. 1 - 4
- Sonates, op. 36 Nr. 1 - 6
- Sonates, op. 37 Nr. 1 - 3
- Sonates, op. 38 Nr. 1 - 3
- Sonates, op. 40 Nr. 1 - 3
- Sonate in Es-groot, op. 41
- Sonate, op. 46
- Sonates, op. 47 Nr. 1 - 2
- Sonates, op. 50 Nr. 1 - 3
- Sonate in D-groot
- Sonate, Wv 14
- Sonatine, op. 37 Nr. 2
- Tarantella, WoO 21
- Toccata, op. 11
- Twaalf Variaties, voor het hamerklavier, op. 49
- Variaties, WoO 10

## Publicaties
- Rohan H. Stewart-MacDonald, New Perspectives on the Keyboard Sonatas of Muzio Clementi, 2006, 452 p., ISBN 978-88-8109-458-5

### Luisteren
- Mutopia: M. Clementi
- Bladmuziek van Muzio Clementi op de website van het International Music Score Library Project

- Bibsys: 1060567
- Biblioteca Nacional de Chile: 000073778
- Biblioteca Nacional de España: XX1058454
- Bibliothèque nationale de France: cb138925689 (data)
- CiNii: DA06053848
- Gemeinsame Normdatei: 118676423
- International Standard Name Identifier: 0000 0001 0878 5621
- Library of Congress Control Number: n50041431
- Nationale Bibliotheek van Letland: 000037327
- MusicBrainz: 25f46ed2-ac8a-4428-ad09-5a3fa5162086
- Bibliotheek van het Japanse parlement: 00620500
- Nationale Bibliotheek van Tsjechië: jn20000601174
- Nationale bibliotheek van Australië: 35028986
- Nationale Bibliotheek van Israël: 987007259665005171
- Nationale Bibliotheek van Polen: a0000002386087
- Nationale en Universitaire bibliotheek Zagreb: 000101646
- Nederlandse Thesaurus van Auteursnamen: 070300658
- Réseau des bibliothèques de Suisse occidentale: 02-A003110982
- Istituto Centrale per il Catalogo Unico: CFIV005281
- LIBRIS: 182835
- SNAC: w6gx4hwv
- Système universitaire de documentation: 066973821
- Trove: 802256
- Virtual International Authority File: 22326882
- WorldCat: E39PBJjCKQG4FGQj8YTct9mKh3